# Ungarische Kammerphilharmonie
Die Ungarische Kammerphilharmonie ist ein Ensemble, das sich aus Mitgliedern der führenden Orchester in Budapest zusammensetzt.

## Bedeutung
Seit ihrer Gründung durch Antal Barnás im Jahre 1999 hat sich die Ungarische Kammerphilharmonie bei Konzerten in Wien, Mödling, Graz, Steyr, Salzburg, Freising, Prag, Frankfurt/Oder, Stadthagen, Pasewalk, Freyung, Konstanz und Villach einen hervorragenden Ruf in  Europa erworben und zählt zum fixen Bestandteil der europäischen Kulturszene.
Seit 2000 unternimmt Antal Barnás alljährlich mit der Kammerphilharmonie eine Neujahrskonzerttournee in Österreich, Deutschland und der Schweiz und tritt mit ihr bei verschiedenen Festivals und in  europäischen Konzertsälen auf.
Inzwischen sind vier CDs mit Musik vom Barock bis zur Moderne erschienen.

## Repertoire (Auswahl)
- Joseph Lanner: Die Schönbrunner op. 200
- Franz Lehár: Lippen schweigen... aus Die lustige Witwe
- Eduard Strauß: Bahn frei op. 45
- Johann Strauss (Sohn): Künstlerleben op. 316
- Johann Strauss (Sohn): Wiener Blut op. 354
- Johann Strauss (Sohn): Rosen aus dem Süden op. 388
- Johann Strauss (Sohn): Frühlingsstimmen op. 410
- Johann Strauss (Sohn): Kaiserwalzer op. 437
- Josef Strauss: Auf Ferienreisen op. 133
- Josef Strauss: Mein Lebenslauf ist Lieb und Lust op. 263
- Oscar Strauss: Leise, ganz leise klingt's durch den Raum aus Ein Walzertraum
- Carl Michael Ziehrer: Ohne Sorgen op. 104